# 関東鉄道キハ2400形気動車
関東鉄道キハ2400形気動車（かんとうてつどうキハ2400がたきどうしゃ）は、関東鉄道常総線で運行されている通勤型気動車。新潟トランシス製。2004年（平成16年）12月23日に1次車2両が導入され、2021年時点では6両が在籍している。

## 概要
2004年12月23日より運用開始。新潟トランシス製造のため、新潟県中越地震の影響で導入が遅れていた。
基本仕様は、キハ2200形に準ずる。キハ2300形で導入した電気指令式ブレーキや変速機自動切換えなどを引き続き採用し、キハ2300形の両運転台仕様となった。
2次車以降では、化粧板の模様、乗務員室仕切など細かな面で変更がみられる。
主に水海道駅 - 下館駅間の単線区間で運用されるが、守谷駅から先、首都圏新都市鉄道つくばエクスプレスを利用する乗客の便宜を図るため、守谷駅-水海道駅間の複線区間に直通する運用もある。普通列車・快速列車問わず幅広く運用されている。
単線区間用車両であることから、新製時よりワンマン運転に対応しているが、キハ2200形には設置されていない駅名案内LED装置が各ドア上部に設置されている。
快速運転には、1次車が対応していなかったが、列車種別装置新設などの改造により全車両対応となった。
2401号は、2017年から2020年頃（詳細時期不明）に、排障器がキハ5000形二次車以降やキハ5010形と同等の大型の物に交換されている。
外観は他の常総線車両と同様に、白っぽい塗装をベースに、鬼怒川（青色）と小貝川（青色）の間を走る常総線（赤色）を示す線を配している。関東鉄道の創立100周年（2022年）に向けた記念行事の一環として、2401号が2021年4月17日から、2402号が2021年7月24日から昭和40～60年代のツートンカラー塗装（上部はクリーム色、下部はオレンジ色）で復刻された。

### 諸元
- 旅客定員：137名（着席45名）
- 車両重量：32.5t
- 主要寸法：最大長20000mm×最大幅2850mm×最大高3943mm（床面高さ1140mm）
- 機関：DMF-13HZディーゼル機関 出力242.7kw/2000min-1（330ps/2000rpm）
- 総排気量12.7l 最大トルク1.41kN・m/1300min-1（144kgf・m/1300rpm）

- 変速機：TACN-22-1607C形3要素1段液体変速機
- 湿式多板式クラッチによる常時噛合方式 減速比:1速1.469/2速1.029
- 制御：CCS方式（変速一段 直結2段） 変直切り替え:全自動
- 営業最高速度：90km/h
- 設計最高速度：95km/h
- 台車：空気ばね式ボルスタレス台車（NP128D形 NP128T形） 固定軸距2100mm
- 電気連結器 KE93形+KE53形
- 戸閉装置 DP-45BM形ベルト駆動式両開き ・TK103A片開き
- 制御方式：横軸式カムマスコン
- ブレーキ 常用：応荷重装置つき電気指令式ブレーキ 保安：電気指令ブレーキ

### ワンマン装置
- ワンマン放送：音声合成装置（スタンドマイクつき）
- 整理券発行機
- 運賃箱
- 運賃表示機
- ワンマン戸開閉スイッチ
- ドア開閉予告チャイム

### サービス設備
- 冷暖房装置
- 自動音声案内装置
- 車内駅名案内装置(LED)
- 行先表示機(LED)
- ドアチャイム
- 車椅子スペース

## 編成
- 1次車：2401-2402
  - 改造により快速運転対応
- 2次車：2403-2404
  - 車内化粧板変更（白色→薄茶色柄入り）
  - 製造時より快速運転対応
- 3次車：2405-2406
  - 運転状況記録装置、防護無線のバックアップ電源の新設
  - 点字標記の設置
  - 乗降口の色を黄色に変更
  - 製造時より快速運転対応
  - 乗務員室仕切の変更

## その他
- 2008年2月、キハ2405がNTTドコモ携帯電話のTVコマーシャルに使用された。

## 画像

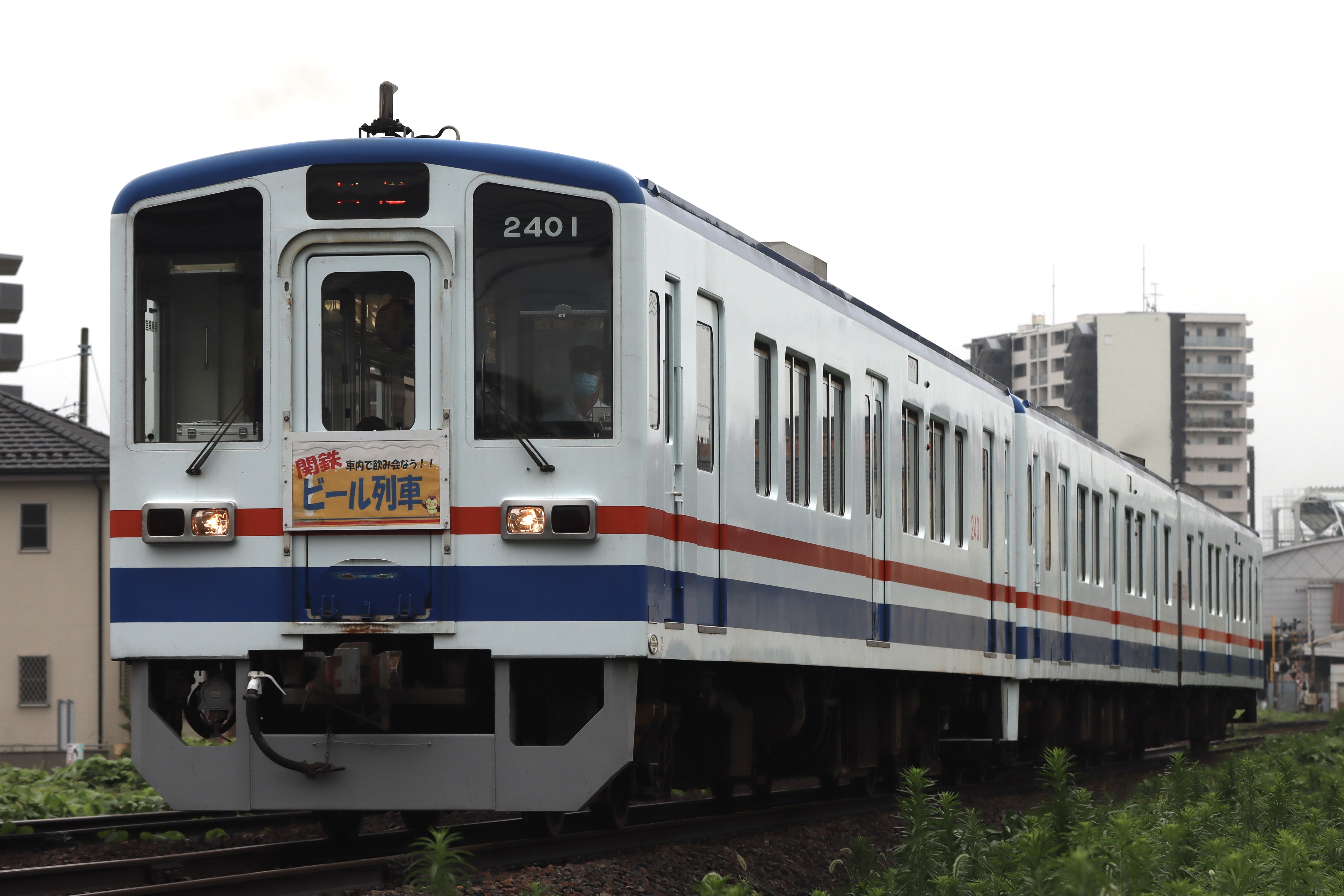
関東鉄道キハ2400形（2401+2307-2308ビール列車）
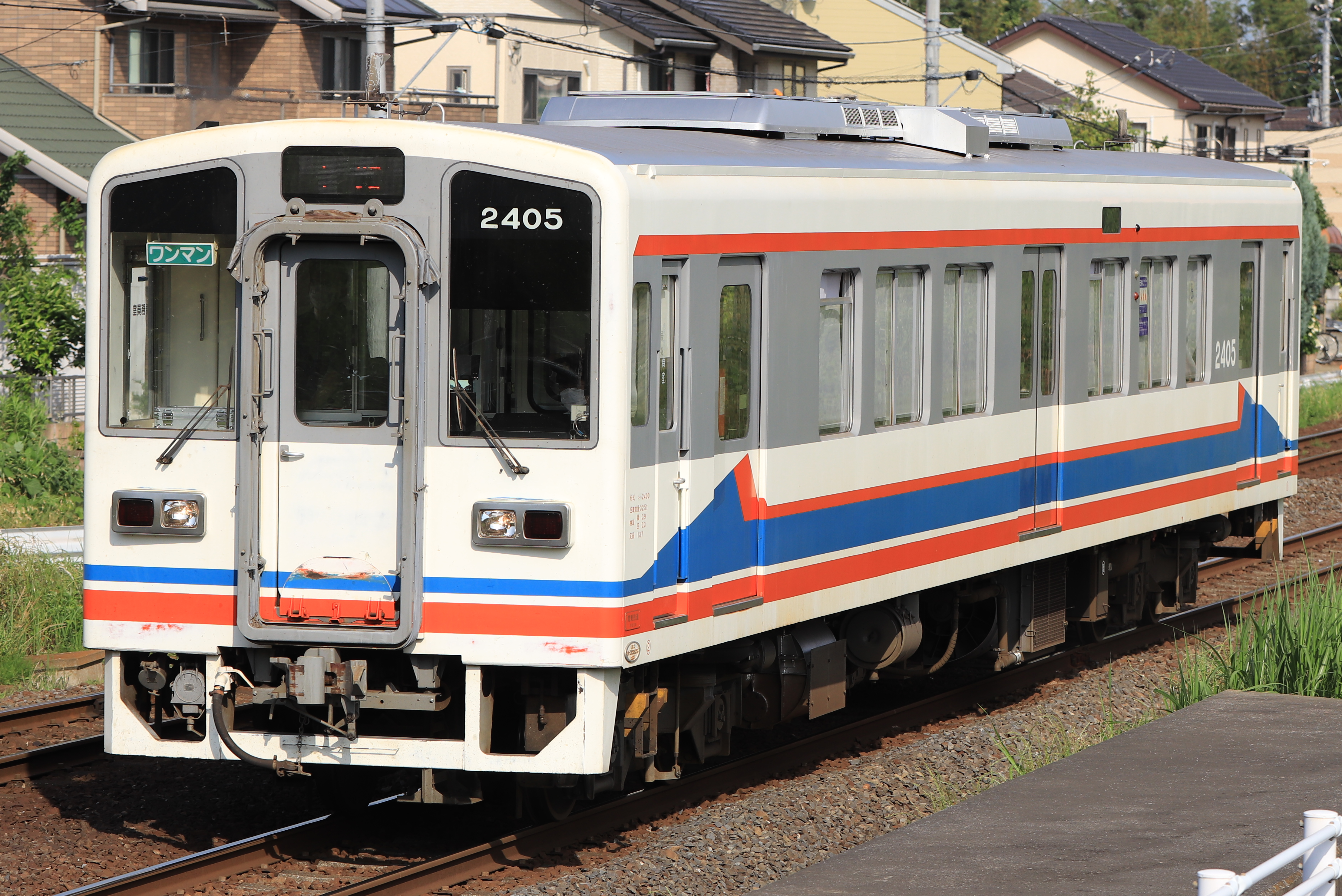
関東鉄道キハ2400形気動車（2405）